# ناو کلاس پیلو
کروزر کلاس پیلو (به انگلیسی: Pillau-class cruiser) یک کلاس از کشتی است که طول آن ۱۳۵٫۳ متر (۴۴۴ فوت) می‌باشد.